# Hastings Banda
 Der er for få eller ingen kildehenvisninger i denne artikel, hvilket er et problem. Du kan hjælpe ved at angive troværdige kilder til de påstande, som fremføres i artiklen.

Hastings Kamuzu Banda (født ca. 1906 – 25. november 1997) var den grundlæggende præsident og tidligere præsident på livstid af Malawi.
Hans fødselsdato er ukendt, men var i perioden 1904-1906. Ifølge ham selv er han født d. 15. maj 1906.[kilde mangler] I 1925 kom han ved den lokale metodistkirkes hjælp til USA og i 1958 kom han tilbage til Malawi, og i 1966 blev han Malawis første præsident og var i praksis diktator under titlen som Præsident på livstid.
Hastings Banda studerede medicin ved Meharry Medical College i Tennessee, men for at få lov til at arbejde som læge i det Britiske imperium studerede han videre i Edinburgh. Da han rejste tilbage til Malawi (som dengang hed Nyasaland) i 1963, kunne han ikke tale det officielle sprog, chichewa, men bedrev alligevel kampagner imod Den centralafrikanske federation.
Banda blev udnævnt til præsident den 1. februar 1963 og blev Malawis første præsident tre år senere, den 6. juli 1966. Banda gav landet dets nye navn, fra ordet Marawi-vand som han fandt på et gammelt kort. I 1971 udnævnte han sig selv som præsident på livstid. I 1994 blev han tvunget til at acceptere nationale demokratiske valg, et valg han tabte.